# Jannik Vestergaard
Jannik Vestergaard (* 3. August 1992 in Hvidovre) ist ein dänisch-deutscher Fußballnationalspieler. Er steht seit 2021 bei Leicester City unter Vertrag.

## Familie
Vestergaard wuchs im Kopenhagener Stadtviertel Vesterbro auf und ist dänischer und deutscher Staatsbürger. Er spricht fließend Deutsch.
Seine deutsche Mutter stammt aus Krefeld, sein dänischer Vater arbeitet im Justizministerium in Kopenhagen. Sein deutscher Großvater Hannes Schröers und sein Onkel Jan Schröers waren ebenfalls als Fußballspieler aktiv. Sein Cousin Mika Schroers ist ebenfalls Fußballer und spielt für Arminia Bielefeld.

## Karriere

### Vereine

#### Jugend in Dänemark
Vestergaard begann als Vierjähriger beim BK Vestia in Kopenhagen mit dem Fußballspielen. Von dort ging er später zum BK Frem, dann weiter zu Kjøbenhavns Boldklub. Wegen seines Wachstums wurde er hier vom Mittelfeldspieler und Stürmer zum Innenverteidiger umgeschult. Laut eigenen Aussagen hatte er bei Kjøbenhavns Boldklub im ersten B-Jugend-Jahr einen schnellen Wachstumsschub, der sich negativ bemerkbar machte; so passte sich der Körper nicht den veränderten Gegebenheiten an. Vestergaard war deswegen allenfalls Ergänzungsspieler. Im zweiten B-Jugend-Jahr ging er dann zum Vorortklub Brøndby IF. In Brøndby wurde er Leistungsträger und stieg auch in die U-Nationalmannschaften Dänemarks auf. Im Derby gegen seinen ehemaligen Verein Kjøbenhavns Boldklub fiel er Scouts der TSG 1899 Hoffenheim – diese wollten eigentlich einen Spieler von Kjøbenhavns Boldklub sichten – auf. Einige Wochen später spielte Vestergaard dann mit Brøndby in Linkenheim bei einem Hallenturnier; die Mannschaft schied im Halbfinale gegen die Hoffenheimer A-Jugend aus. Die Scouts der Hoffenheimer beschlossen daraufhin, Vestergaard zu verpflichten.

#### Vier Jahre im Kraichgau
Zur Saison 2010/11 wechselte Vestergaard zur TSG Hoffenheim und unterschrieb einen Profivertrag über eine Laufzeit von vier Jahren. Anfangs spielte er nur für die zweite Mannschaft. Am 16. April 2011 (30. Spieltag) kam er zu seinem Bundesliga-Profidebüt im Spiel gegen Eintracht Frankfurt, als er in der 90. Minute für Ryan Babel eingewechselt wurde. Sein erstes Bundesligator erzielte er am 11. Februar 2012 per Kopf beim 1:1 gegen Werder Bremen. Sowohl in der Saison 2010/11 als auch in der Spielzeit 2011/12 belegte der Verein aus dem Kraichgau den elften Tabellenplatz; in der Folgesaison gelang der Klassenverbleib erst in der Relegation gegen den 1. FC Kaiserslautern, gegen den er im Rückspiel ein Tor erzielte. Die darauffolgende Saison beendete er mit seiner Mannschaft auf Platz neun.

#### Drei Jahre in Bremen und am Niederrhein
Am 27. Januar 2015 wechselte Vestergaard zu Werder Bremen mit einer Vertragslaufzeit bis zum 30. Juni 2018. Schnell erkämpfte sich der Deutsch-Däne in Bremen einen Stammplatz und war aus der Innenverteidigung der Bremer nicht mehr wegzudenken. Zum Ende seiner ersten Halbserie beim SV Werder Bremen stand der achte Tabellenplatz. Auch in der Folgesaison war Jannik Vestergaard eine feste Größe in der Defensive der Norddeutschen, die bis zum letzten Spieltag gegen den Abstieg kämpften und mit einem 1:0-Sieg gegen Eintracht Frankfurt den direkten Klassenerhalt fixierten. Dabei kam der in Hvidovre geborene Innenverteidiger in jedem Spiel zum Einsatz, lediglich das Hinspiel gegen den FC Bayern München am neunten Spieltag verpasste er wegen einer Erkältung. Besser verlief die Saison für die Bremer im DFB-Pokal, wo die Norddeutschen das Halbfinale erreichten (0:2 gegen den FC Bayern München). Dabei erzielte Vestergaard im Viertelfinale gegen Borussia Mönchengladbach ein Tor.
Zur Saison 2016/17 wechselte Vestergaard zu Borussia Mönchengladbach. Auch am Niederrhein spielte er sich in die Stammelf und kam in seinem ersten Jahr in allen 34 Punktspielen zum Einsatz. Anders als bei seinen vorherigen Stationen bestritt Vestergaard mit seinem Verein Pflichtspiele außerhalb der Landesgrenzen. So absolvierte er in der UEFA Champions League – ohne Qualifikation – vier Partien, in diesem Wettbewerb belegte Borussia Mönchengladbach den dritten Platz in ihrer Gruppe und spielte somit in der UEFA Europa League weiter, wo die Gladbacher im Viertelfinale gegen Ligakonkurrent FC Schalke 04 ausschieden. Bis zum Ausscheiden kam Vestergaard in allen vier Partien zum Einsatz. Als Tabellenneunter in der Bundesliga wurde die erneute Qualifikation für den Europapokal verfehlt, auch in der folgenden Spielzeit reichte es für Borussia Mönchengladbach lediglich für den neunten Rang. Erneut war Jannik Vestergaard eine feste Größe in der Defensive der Fohlenelf und kam in 32 Partien zum Einsatz. Zwei Partien verpasste er wegen einer Sprunggelenksverletzung sowie wegen einer Gelbsperre.

#### Stationen in England
Zur Saison 2018/19 wechselte Vestergaard in die Premier League zum FC Southampton.
Nach drei Jahren in Southampton wurde Vestergaard zur Saison 2021/22 für etwa 15 Millionen Pfund Sterling von Leicester City verpflichtet. Mit dem Verein stieg er am Ende der Saison 2022/23, in der er nur siebenmal auf der Bank saß, in die EFL Championship ab. Als Meister gelang aber der sofortige Wiederaufstieg, wobei er in 42 der 46 Ligaspiele eingesetzt wurde und zwei Tore erzielte.

### Nationalmannschaft
In den Jahren 2010 und 2011 bestritt Vestergaard insgesamt 13 Länderspiele für die dänische U18, U19- und U20-Nationalmannschaft. Als U21-Nationalspieler qualifizierte er sich mit seiner Mannschaft 2014 für die Teilnahme an der Europameisterschaft 2015. Während dieses Turniers führte er die U21-Nationalmannschaft als Mannschaftskapitän an und erreichte das Halbfinale, das 1:4 gegen Schweden verloren wurde. Für die U-21 erzielte er vier Tore in 28 Spielen.
Seit 14. August 2013 spielt Vestergaard für die A-Nationalmannschaft. Im Sommer 2015 nominierte Trainer Morten Olsen ihn nicht für die EM-Qualifikationsspiele gegen Albanien und Armenien. Daraufhin äußerte Vestergaard, er könne sich vorstellen, für die deutsche Nationalmannschaft aufzulaufen, da er für die dänische Nationalmannschaft noch kein Pflichtspiel bestritten hatte. Seit seinem ersten Pflichtspiel für die dänische A-Nationalmannschaft am 17. November 2015 im EM-Play-off-Rückspiel gegen Schweden war ein Verbandswechsel jedoch nicht mehr möglich. In diesem Spiel erzielte Vestergaard das Tor zum 2:2-Endstand, der jedoch nicht zur Qualifikation für die EM 2016 reichte.
Im November 2017 qualifizierte sich Vestergaard mit der A-Nationalelf für die WM 2018; in der Qualifikation kam er zu drei Einsätzen. Dänemark belegte hinter Polen den zweiten Tabellenplatz und qualifizierte sich für die Teilnahme an den Play-offs, in dem sich die dänische Elf gegen Irland durchsetzte. Vestergaard gehörte bei der WM in Russland dem Kader an, kam jedoch zu keinem Einsatz.
Zur Europameisterschaft 2021 wurde er erneut in den Kader berufen. Er wurde in allen sechs Spielen eingesetzt und erreichte mit seiner Mannschaft das Halbfinale, in dem sie erst nach Verlängerung gegen England verlor.
Für die WM 2022, bei der die Dänen nach der Vorrunde ausschieden, wurde er nicht nominiert. In der Qualifikation für die EM 2024 wurde er in zwei der zehn Spiele eingesetzt. Die Dänen qualifizierten sich als Gruppensieger für die Endrunde, für die er wieder nominiert wurde.

## Erfolge
- Englischer Zweitligameister 2023/24